# Cerynea sumatrana
Cerynea sumatrana är en fjärilsart som beskrevs av Swinhoe 1918. Cerynea sumatrana ingår i släktet Cerynea och familjen nattflyn. Inga underarter finns listade i Catalogue of Life.